# Kociubeiivka, Ciutove
Kociubeiivka (în ucraineană Кочубеївка) este un sat în comuna Cerneakivka din raionul Ciutove, regiunea Poltava, Ucraina.

## Demografie
Componența lingvistică a localității Kociubeiivka
     Ucraineană (94,52%)
     Rusă (4,24%)
     Alte limbi (0,41%)
Conform recensământului din 2001, majoritatea populației localității Kociubeiivka era vorbitoare de ucraineană (94,52%), existând în minoritate și vorbitori de rusă (4,24%).